# Piet Moeskops
Peter Daniel "Piet" Moeskops (Loosduinen, 13 de novembre de 1893 - La Haia, 15 de novembre de 1964) va ser un ciclista neerlandès, que fou professional entre 1915 i 1933. Es dedicà al ciclisme en pista, especialment en la velocitat. Aconseguí cinc Campionats del Món de velocitat i nombrosos campionats nacionals.

## Palmarès
- 1917
  -  Campió dels Països Baixos de velocitat
- 1920
  -  Campió dels Països Baixos de velocitat
- 1921
  -  Campió del món de velocitat
  -  Campió dels Països Baixos de velocitat
- 1922
  -  Campió del món de velocitat
- 1923
  -  Campió del món de velocitat
  -  Campió dels Països Baixos de velocitat
  - 1r al Gran Premi de l'UVF
- 1924
  -  Campió del món de velocitat
- 1926
  -  Campió del món de velocitat
- 1927
  -  Campió dels Països Baixos de velocitat
  - 1r al Gran Premi de l'UCI
- 1929
  -  Campió dels Països Baixos de velocitat
  -  Campió dels Països Baixos de persecució per equips
- 1930
  -  Campió dels Països Baixos de velocitat
  - 1r al Gran Premi de l'UVF
- 1931
  -  Campió dels Països Baixos de velocitat
- 1932
  -  Campió dels Països Baixos de velocitat